# Syzygium wolfii
Syzygium wolfii är en myrtenväxtart som först beskrevs av John Wynn Gillespie, och fick sitt nu gällande namn av Elmer Drew Merrill och Lily May Perry. Syzygium wolfii ingår i släktet Syzygium och familjen myrtenväxter. IUCN kategoriserar arten globalt som sårbar.
Artens utbredningsområde är Fiji. Inga underarter finns listade i Catalogue of Life.